# Arikara
Arikara-stammen er en nordamerikansk indianerstamme i Fort Berthold reservatet i North Dakota. Den deler reservatet med to andre stammer: Mandan og hidatsa. Fælles for de tre stammer var en næsten ens levevis gennem århundreder som byindianere med små og større byer og opdyrkede arealer i nærtliggende floddale tæt på Missouri River.:xi 
Arikaraernes sprog hører til gruppen af caddoanske sprog.:7  Deres navn for dem selv er sahnish.:73  ”Arikara” forkortes sommetider til ”ree”.

## Historie
Arikaraerne og pawnee-indianerne i Nebraska skilte sig ud fra hinanden engang før 1650:133  for at danne to selvstændige stammer.:25  :29  På et tidspunkt før 1750 led en bygruppe øst for Missouri River et stort nederlag. I 1790erne holdt arikaraerne til i nærheden af Cheyenne River i South Dakota.:30  Herfra rykkede stammen generelt nordpå under pres fra fjendtlige indianere.:90  :202 

### 1800-tals historie
Arikaraernes to byer af jordhytter ved Grand River i South Dakota var målet for den amerikanske hærs angreb i august 1823, som den fik massiv støtte til af flere hundrede siouxer. To år senere indgik stammen og U.S.A. en aldrig brudt fredsaftale.:54  Stammen var part i Fort Laramie traktaten (1851).:103 
Et forsøg på at starte en ny by, Star Village, tæt ved mandanerne og hidatsaerne i foråret 1862 blev opgivet efter en kamp i byen med besøgende siouxer i august. Arikaraerne forlod Star Village og levede side om side med mandanerne og hidatsaerne i en fælles by, Like-a-Fishhook Village, i det centrale North Dakota.:108 
Generet af især forskellige sioux-grupper, deriblandt lakotaerne, bad den lille arikara-stamme om militær støtte fra U.S.A. op gennem 1850erne og 1860erne.:109 og 114  :10  Specielt i 1870erne bakkede stammen selv hæren aktivt op. Spejdere fra arikara-stammen gjorde tjeneste i militærstationerne Fort Stevenson og Fort Abraham Lincoln i North Dakota, hvor de kom i kamp med lakotaer.:13  I 1876 fulgte over tredive arikaraer:14  oberstløjtnant George A. Custer og hans hærdeling på vejen til Little Bighorn River i crow-indianernes reservat i Montana,:99  der var invaderet af fjendtlige lakotaer og cheyenner.:107 

### 1900-tals historie
Da arikaraernes gamle begravelsesplads for veteraner tæt ved den forladte Like-a-Fishhook Village blev oversvømmet af den kunstigt skabte sø Lake Sakakawea i 1954, indviede stammen en ny begravelsesplads et andet sted i reservatet. Den hedder Indian Scout Post No.1.

## Religion

### Skabelsen
Jorden blev skabt med mudder hentet op af en and fra bunden af en mægtig sø.:11 
Nessanu (Chief Above eller Creator) oversvømmede siden skuffet Jorden for at erstatte et ugudeligt folk af kæmper med religiøse mennesker. Arikaraerne eksisterede da kun som ufuldstændige væsener i Jordens indre; nogle beretninger omtaler dem som majs-kim gemt af Nessanu, skaberen.:13  (Arikaraernes skabelsesberetning findes i flere udgaver uden væsentlige forskelle.):12-32 

### Arikaraerne befolker Jorden
Jordens mørke og trange indre var længe opholdssted for alle levende væsener og alt, der groede. Alle skabninger var i en ufuldkommen tilstand og længtes efter videreudvikling og selvudfoldelse, og de stræbte efter lys og plads. Ved at bede og tænke over deres situation håbede de indespærrede at kunne forbedre deres lod.:189 
Nesaanu:74  forvandlede en majskolbe fra sin himmelske have til en kvinde og sendte hende til Jorden. Denne Mother Corn (Mor Majs) skulle bistå de indespærrede med at overvinde alle forhindringer på deres vej op ad jorden og videre frem mod en bedre verden.:13 
En muldvarp lykkedes endelig med at grave sig op til jordoverfladen, hvor den blev blindet af Solens lys og trak sig tilbage. Næsten alle andre skabninger fanget i jorden slap ud i det fri gennem hullet, før dette lukkede sig om gofere, grævlinger og andre dyr.:190 
De undslupne startede en vandring mod vest og endte ved et stort vand. De bevingede væsener fløj let over. Resten magtede at dele vandet og gå over, men før de sidste nåede tørt land, skyllede bølgerne tilbage over dem. De er fiskene og de andre levende væsener i vandet.:190 
Den store skare fortsatte til den næste forhindring på vejen, der var en udstrakt, tæt skov. Ved at bede og søge vejledning fandt flere ud på den anden side af vildnisset; men rådyr, træpindsvin og andet levende måtte lære at klare sig under trækronerne.:191 
Nesaanu velsignede derpå arikaraerne og alt andet levende. Skaberen skænkede de troende folk viden om mange ting og gjorde deres liv lettere på flere måder. Arikaraerne modtog et helligt bundt og også en pibe.:191  Når de fremover tændte piben, skulle de ofre røg til alt skabt af Nesaanu for at vise alt levende respekt.:192 
Arikaraerne tændte piben og ofrede røg til alle skabninger, men de glemte to sovende hunde. Disse vågnede og svor hævn over arikaraerne ved altid at følge dem og bide dem. Hundenes navne er Sygdom og Død.:192 
Sådan blev Verden, som den er.:192 

## Arikaraer i fiktion
Westernfilmen The Revenant med Leonardo DiCaprio i hovedrollen rummer flere opdigtede scener med arikaraer.